# Gaius Manilius
Gaius Manilius was een Romeins politicus die in 66 v.Chr. het ambt van Volkstribuun bekleedde.

## Biografie
Al meteen na het aantreden van Manilius in december 67 v.Chr. als volkstribuun, slaagde hij erin een wet goedgekeurd te krijgen, de libertinorum suffragiis, dat aan vrijgelatenen het recht gaf om te stemmen. Hij kreeg hiermee wel de gehele senaat tegen zich, maar hij wist het vertrouwen van Pompeius Magnus te winnen door hem het commando te gunnen over de troepen in de oorlog tegen Mithridates VI van Pontus. Hij werd hierin bijgestaan door de redenaar Cicero in diens speech Pro lege Manilia. Na zijn aftreden werd hij door de Romeinse aristocratie aangeklaagd en werd hij succesvol verdedigd door Cicero.